# August Henggeler
August Henggeler (Unterägeri, 1 februari 1848 - Horw, 22 oktober 1929) was een Zwitsers ondernemer en politicus uit het kanton Zug.

## Biografie
August Henggeler ging naar school in Zürich, waar hij een technische en handelsopleiding volgde. Nadien ging hij aan de slag in de Spinnerij aan de Lorze in Baar, in 1870 als adjunct en vanaf 1875 als commercieel directeur. Van 1907 tot 1928 zetelde hij in de raad van bestuur van de spinnerij, waarvan hij sinds 1916 voorzitter was. Van 1890 tot 1929 was hij tevens bestuurder en voorzitter van de raad van bestuur van de metaalfabriek van Zug. Tussen 1877 en 1919 was hij ook voorzitter van de raad van bestuur van de spinnerij van Ägeri.
Daarnaast was Henggeler ook politiek actief. Van 1886 tot 1898 was hij lid van de Kantonsraad van Zug en in de periode 1892-1893 zetelde hij in de kantonnale constituante.
- Base de données des élites suisses: 50264
- Gemeinsame Normdatei: 1080613072
- Historisch woordenboek van Zwitserland: 041159
- Virtual International Authority File: 39145193329270460247
- WorldCat: E39PBJwddrhdgkyKqJ68BppF8C